# Join Together (chanson)
Cet article concerne la chanson des Who. Pour l'album live du même groupe, voir Join Together.
Singles de The Who
Behind Blue Eyes
(1971) Relay
(1972)
Join Together est une chanson du groupe de rock The Who sortie en single en 1972. Issue du projet abandonné Lifehouse, elle ne paraît sur aucun album officiel du groupe, mais a été depuis incluse sur diverses compilations.